# Nadya Sulemanová
Nadya Sulemanová, nepřechýleně Suleman, (* 11. července 1975 Fullerton, Kalifornie) je Američanka mezinárodně známá díky tomu, že se jí v lednu 2009 narodila osmerčata. Osmerčata Sulemanové jsou teprve druhá kompletní osmerčata, která se narodila živá ve Spojených státech amerických. Okolnosti jejich narození spolu s pozdějším narozením dalších osmerčat během jednoho týdne vedly k diskusi v oblasti asistované reprodukce, stejně jako k vyšetřování ze strany lékařské rady Kalifornie v oblasti plodnosti za účasti odborníka.
Když se zjistilo, že Sulemanová už má dalších šest malých dětí a je nezaměstnaná, přičemž používá veřejných podpůrných programů pro nezaměstnané, zaujala veřejnost negativní postoj. Sulemanová počala osmerčata a svých dalších šest starších dětí prostřednictvím oplodnění ve zkumavce (IVF). Ačkoli zpočátku popírala, že kdy použila veřejnou podporu, nakonec potvrdila v dubnu 2012 v televizi NBC v jejím pořadu Today, že ji ve skutečnosti využívala.

## Mládí a vzdělání
Sulemanová se narodila v Fullertonu v Kalifornii. Je jediným dítětem Angely Victorie (narozené v roce 1940) a Edwarda Doud Sulemana (američan s asyrskými a iráckými kořeny), který se narodil v roce 1942. Její rodiče se vzali v Las Vegas v roce 1974 a rozvedli se v roce 1990.
V roce 1993 ukončila studium střední školy Nogales High School. Pak získala licenci v oboru psychiatrického technika a pracovala jako technik v Metropolitní státní nemocnici. Navštěvovala Kalifornskou státní univerzitu ve Fullertonu a v roce 2006 získala bakalářský titul v oboru rozvoj dětí a adolescentů. Sulemanová se vrátila na CSUF studovat magisterský titul v oboru poradenství, ale vypadla z programu v roce 2008.

## Manželství a rozvod
V roce 1996 si vzala Marca Gutierreze. Rozešli se v roce 2000. Gutierrez pak požádal v listopadu 2006 o rozvod. Rozvod úředně nabyl platnost v lednu 2008. V rozhovoru v Inside Edition Gutierrez vysvětlil, že důvodem jejich rozvodu byly neúspěšné pokusy mít děti. Sulemanová byla zoufalá a chtěla se pokusit o umělé oplodnění, ale Gutierrez nepodporoval nápad mít děti zkumavky a odmítl účastnit se řízení. Gutierrez řekl, že není otcem žádného z dětí Sulemanové a že přeje své bývalé manželce jen to nejlepší.
Gutierrez se později znovu oženil a má dvě děti.

## Děti
Sulemanová započala IVF léčbu v roce 1997, když jí bylo 21 let, pod vedením Dr. Michaela Kamrava, který byl vyloučen z Americké společnosti pro reprodukční medicínu v říjnu 2009. V roce 2001 Sulemanová porodila své první dítě, syna jménem Elijah. Poté se jí v roce 2002 narodila první dcera, Amerah (také pomocí IVF léčby). Potom se jí ve třech po sobě jdoucích těhotenstvích narodily celkem čtyři děti (v jednom případě se jednalo o dvojčata).

### Osmerčata
V roce 2008 Sulemanová uvedla, že měla šest embryí, která zbyla z její předchozí IVF léčby. Podle norem by do ženy jejího věku měla být implantována 2 - 3 embrya, jenže v jejím případě se do jejího těla implantovalo všech 6 embryí, protože nechtěla, aby zbývající embrya byla zničena. Údajně se šest implantovaných embryí uchytilo a ze dvou vznikla dvojčata, což mělo za následek vznik osmerčat. V červnu 2011, během jednání kalifornské lékařské vyšetřovací rady, bylo zjištěno, že dr. Kamrava implantoval celkem dvanáct embryí, což je hrubé porušení pravidel. Po prostudování případu Sulemanové a s ohledem na další tři případy lékařská komise Kalifornie odhlasovala zrušení lékařské licence doktora Kamrava, platné od 1. července 2011.
Zpráva o narození osmerčat způsobila mezinárodní mediální rozruch. Reakce veřejnosti byla velmi negativní, včetně vyhrůžek smrtí. Také vyvolala velkou veřejnou diskuzi, zdali je rozhodnutí Sulemanové mít tak velký počet dětí správné. Mnoho lidí též vyjádřilo znepokojení nad tím, že tímto rozhodnutím zbytečně zatížila daňové poplatníky prostřednictvím veřejné podpory matek. Sulemanová tvrdí, že je schopna živit své děti. Řekla, že se plánuje vrátit do školy a dokončit magisterský titul v oboru poradenství, ale záznamy ukazují, že Sulemanová je v současné době nezaměstnaná poté, co měla zdravotní potíže v letech 2002 a 2008.
V březnu 2009, Sulemanová koupila nový dům ve městě La Habra, Osmerčata oslavila své první narozeniny 26. ledna 2010. Sulemanová řekla časopisu People: "Nemůžu moc spát, maximálně dvě nebo tři hodiny v noci. Ale nadále se pohybuji vpřed svým životem a snažím se být nejlepší matkou, jakou mohu být."
V červnu 2011 v rozhovoru pro In Touch Weekly Sulemanová údajně řekla: „Nenávidím děti, které mě otravují … Samozřejmě, že je mám ráda – ale mnohdy bych je mít nechtěla“ Sulemanová později řekla, že časopisu rozhovor neposkytla, nicméně po třech týdnech se na veřejnosti objevila záznamová páska z rozhovoru.
Svou rodinu i sebe medializovala, jak se dalo, aby vyvázla z dluhů. Nakonec musela vyhlásit osobní bankrot. Zdá se ale, že od té doby „seká dobrotu“ - nebylo o ní dlouho slyšet.